# Bogdan Pisz
Bogdan Pisz (ur. 7 sierpnia 1963 roku w Jaśle) – polski piłkarz grający w czasie kariery jako obrońca, trener piłkarski.
Występował w Gliniku Gorlice, Legii Warszawa, Zagłębiu Lubin, Miedzi Legnica, Śląsku Wrocław oraz Odrze Chobienia.
Były asystent trenera Mirosława Jabłońskiego w Zagłębiu Lubin, Amice Wronki oraz Wiśle Płock, a także asystent Stefana Majewskiego i później Jerzego Wyrobka w Zagłębiu Lubin.
Były trener Pelikana Łowicz (sezon 2007/2008).